# 蒙宜镇
蒙宜乡，是中华人民共和国四川省甘孜藏族自治州石渠县下辖的一个乡镇级行政单位。

## 行政区划
蒙宜乡下辖以下地区：
蒙宜村、各龙村、俄马龙村、呷加村、扎虾村、蒙格村、俄蒙村和科龙村。